# Lokroi
Lokroi (in greco Λοκροί?) è un comune della Grecia situato nella periferia della Grecia Centrale (unità periferica della Ftiotide) con 22 418 abitanti secondo i dati del censimento 2001.
È stato istituito a seguito della riforma amministrativa detta Programma Callicrate in vigore dal gennaio 2011 che ha abolito le prefetture e accorpato numerosi comuni.